# Sac

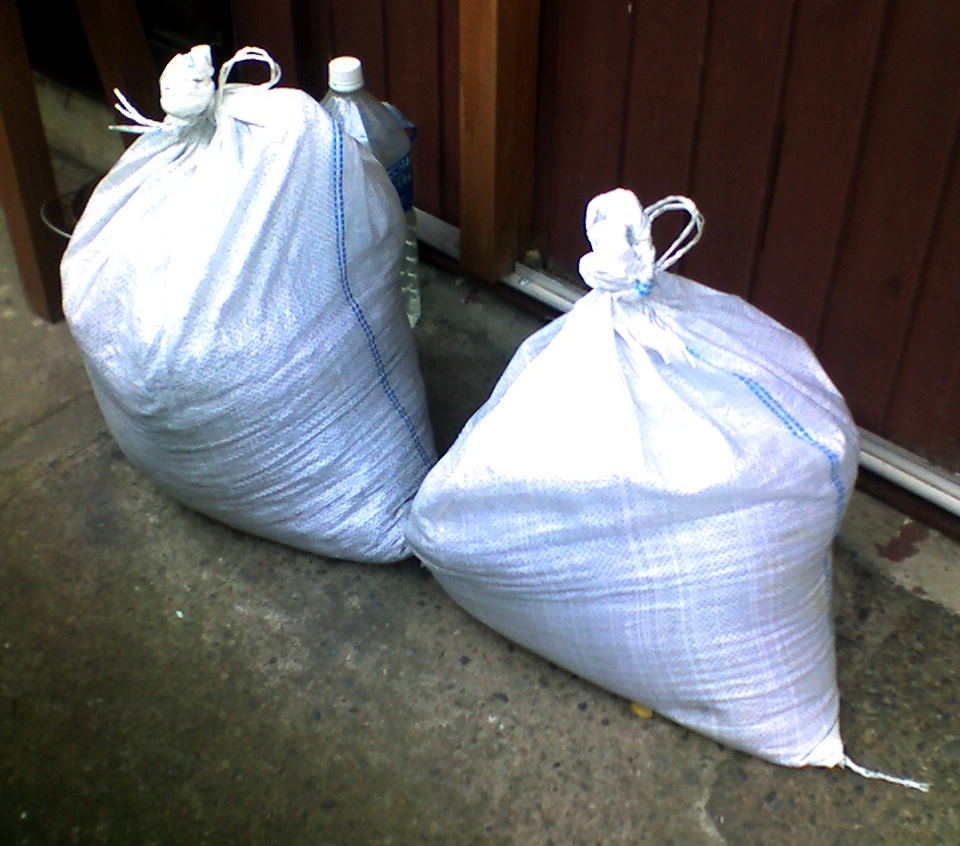
Sacs

Un sac és un recipient similar a una bossa, però en general més gran i sense nanses. Estan fets principalment de teixits de lona, de tela resistent, o bé de cuir, de paper o de diferents tipus de plàstic. Sol ser un tub de tela resistent cosit pla pels dos extrems de manera que queden quatre puntes que es poden emprar a vegades com a nanses. S'utilitza per emmagatzemar i transportar una gran varietat de productes, essent el sector agrícola allà on té una presència més important: cafè, blat, arròs, blat de moro, farina, patates, etc. Els principals materials per a fer el seu teixit són: cànem, espart, cotó o poliamida (PA). A sobre de la tela se sol imprimir amb lletres grosses (impremta, serigrafia, etc.) el seu contingut, procedència, marca del producte, etc.

## Saca de correu

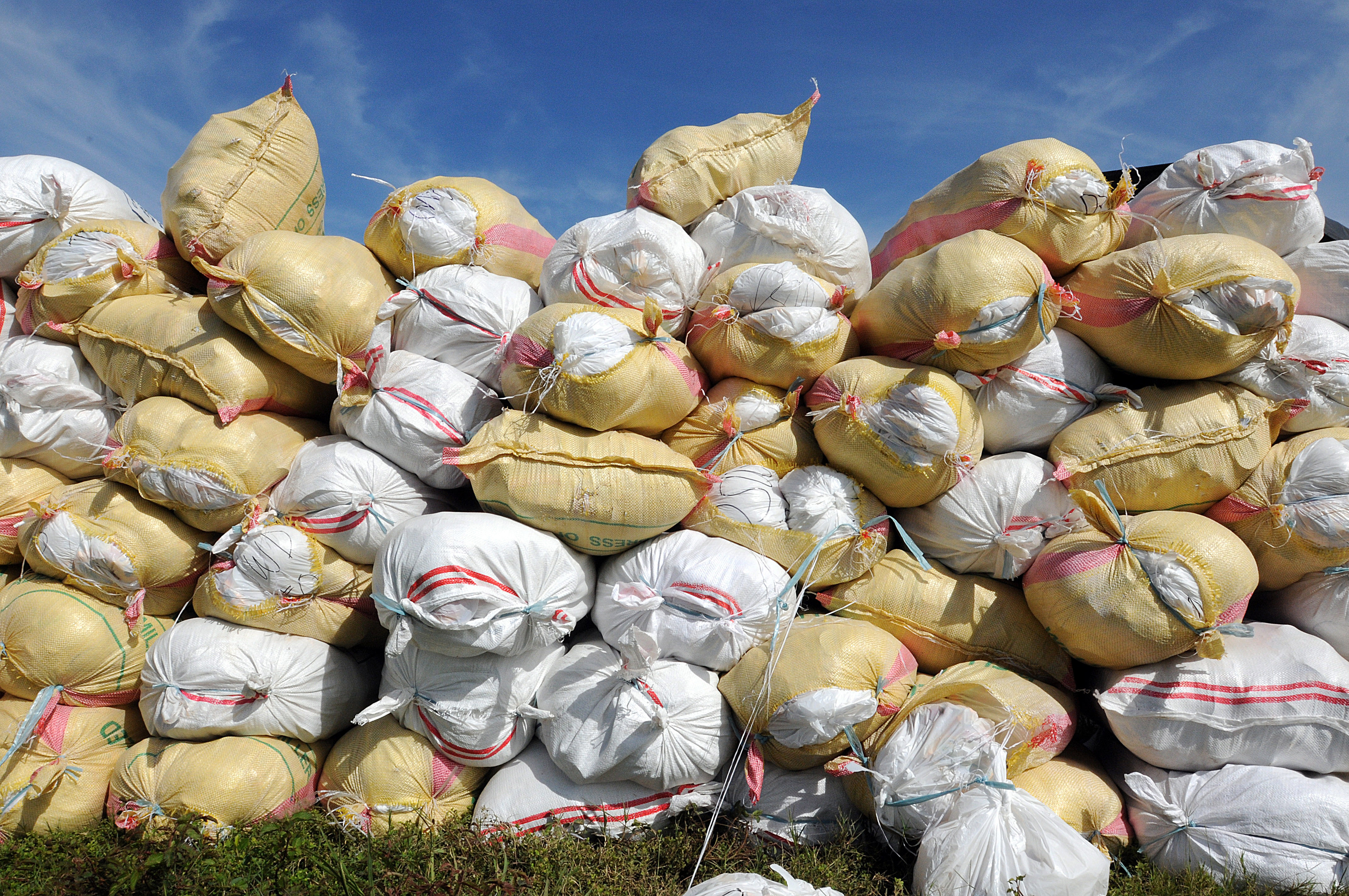
Sacs d'arròs

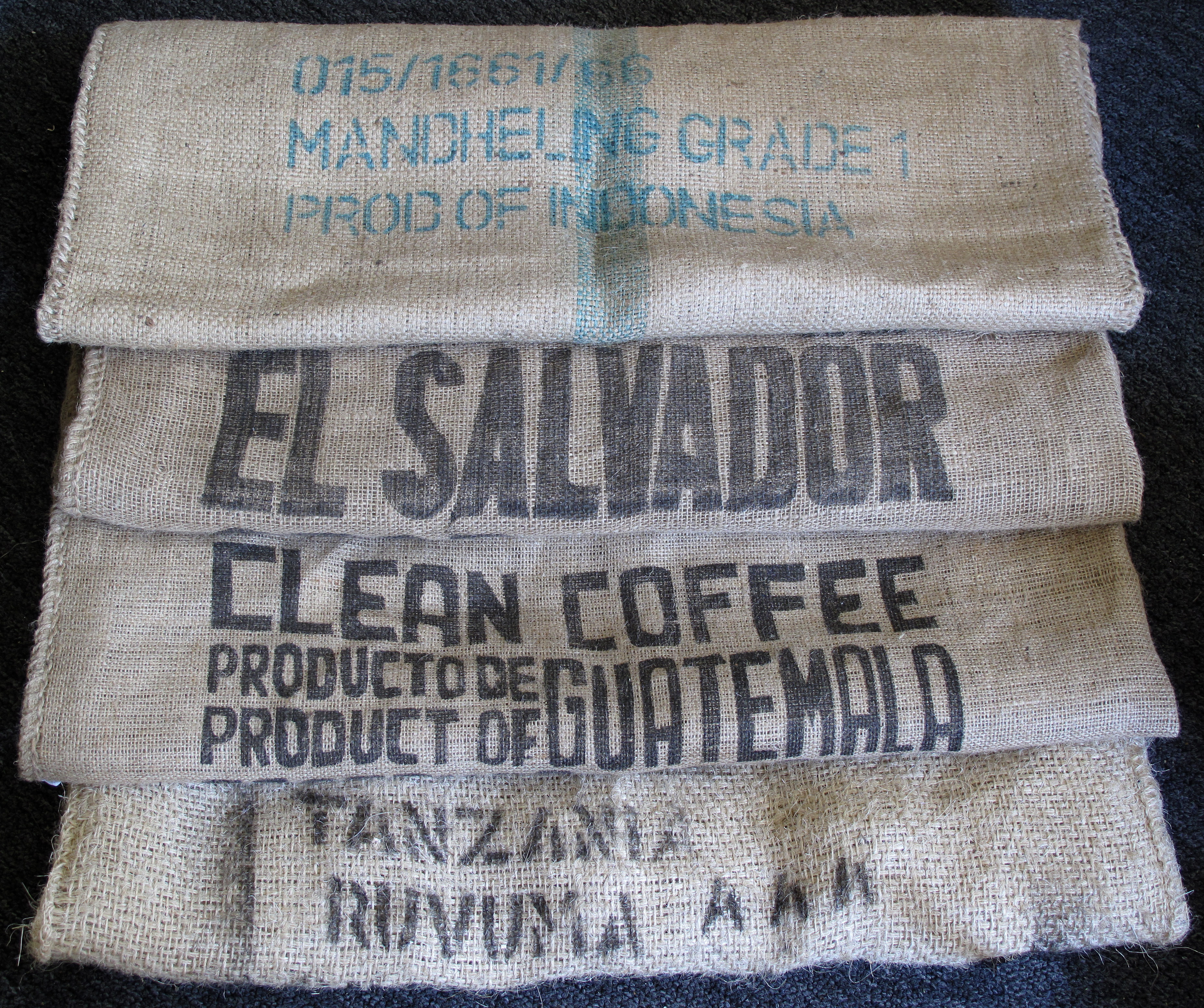
Retolació en sacs de cafè

Una aplicació encara en ús avui dia és la saca de correu. Per un costat té un cosit pla i per l'altre se li fa un nus i se segella amb una etiqueta de destinació. Aquest costat fa de bon agafar per a transportar-la.

## Sac militar
En el món militar, s'usa un tipus estandarditzat de sac per a transportar les pertinences personals en trasllats, permisos, etc., normalment portant-lo a coll recolzat en una espatlla. En canvi, no s'usa en campanya, situació en què cal un màxim de llibertat de moviments i en què, conseqüentment, el substitueix la motxilla o, a voltes, el sarró. De tota manera, es pot considerar part integrant de l'equipament militar individual, tot i que no de campanya. Per la mateixa natura de la seva funció, el sac militar s'usa generalment amb uniforme d'eixida. Originàriament el sac militar era típic de la marineria, d'on s'estengué als altres exèrcits; per això es coneix, sovint, com a sac mariner.